# Natica marochiensis
Natica marochiensis (denominada, em inglês, Moroccan moon snail ou ribboned moon snail) é uma espécie predadora de molusco gastrópode marinho do oceano Atlântico e oeste do oceano Índico, pertencente à família Naticidae da ordem Littorinimorpha. Foi classificada por Johann Friedrich Gmelin, em 1791, com o nome Nerita marochiensis, no texto "Vermes"; publicado em Caroli a Linnaei Systema Naturae per Regna Tria Naturae. Ed. 13. Tome 1(6). G.E. Beer, Lipsiae (Leipzig). pp. 3021-3910.

## Descrição da concha e hábitos
Concha de coloração castanha a amarelada ou acinzentada, com manchas escuras ou brancas e espaçadas, em linhas espirais, sobre sua superfície polida e arredondada; dotada de espiral baixa e com até 3 centímetros de comprimento, quando desenvolvida. Por baixo é visível um umbílico profundo, próximo à sua columela branca e ao seu lábio externo, que é fino; com abertura, próxima, também branca. Opérculo calcário, fechando totalmente a abertura semicircular da sua concha.
A espécie vive em substrato arenoso ou lodoso que vai da zona entremarés até uma profundidade entre 10 a 70 metros.

## Distribuição geográfica
Natica marochiensis ocorre no oceano Atlântico, entre o sudeste da Flórida, Estados Unidos, o golfo do México e o mar do Caribe, até a região sudeste do Brasil, no Espírito Santo, Fernando de Noronha, Trindade e Martim Vaz; na África Ocidental, passando por Cabo Verde e Angola, até Moçambique, Madagáscar, Maurícia, Seicheles, e rumo ao mar Vermelho e mar Mediterrâneo.